# Kauppatori
Kauppatori, švédsky Salutorget a česky lze přeložit jako Trhové náměstí, je náměstí na pobřeží Finského zálivu Baltského moře. Nachází se ve čtvrti Kaartinkaupunki v okrese Ullanlinna v Jižním hlavním obvodu města Helsinky v provincii Uusimaa v jižním Finsku.

## Další informace
Kauppatori je známé především trhy s velkým množstvím prodejních stánků. Nachází se zde také Prezidentský palác, Stará tržnice, Turistické informační centrum Kauppatori, přístaviště, socha Havis Amanda aj.

## Galerie

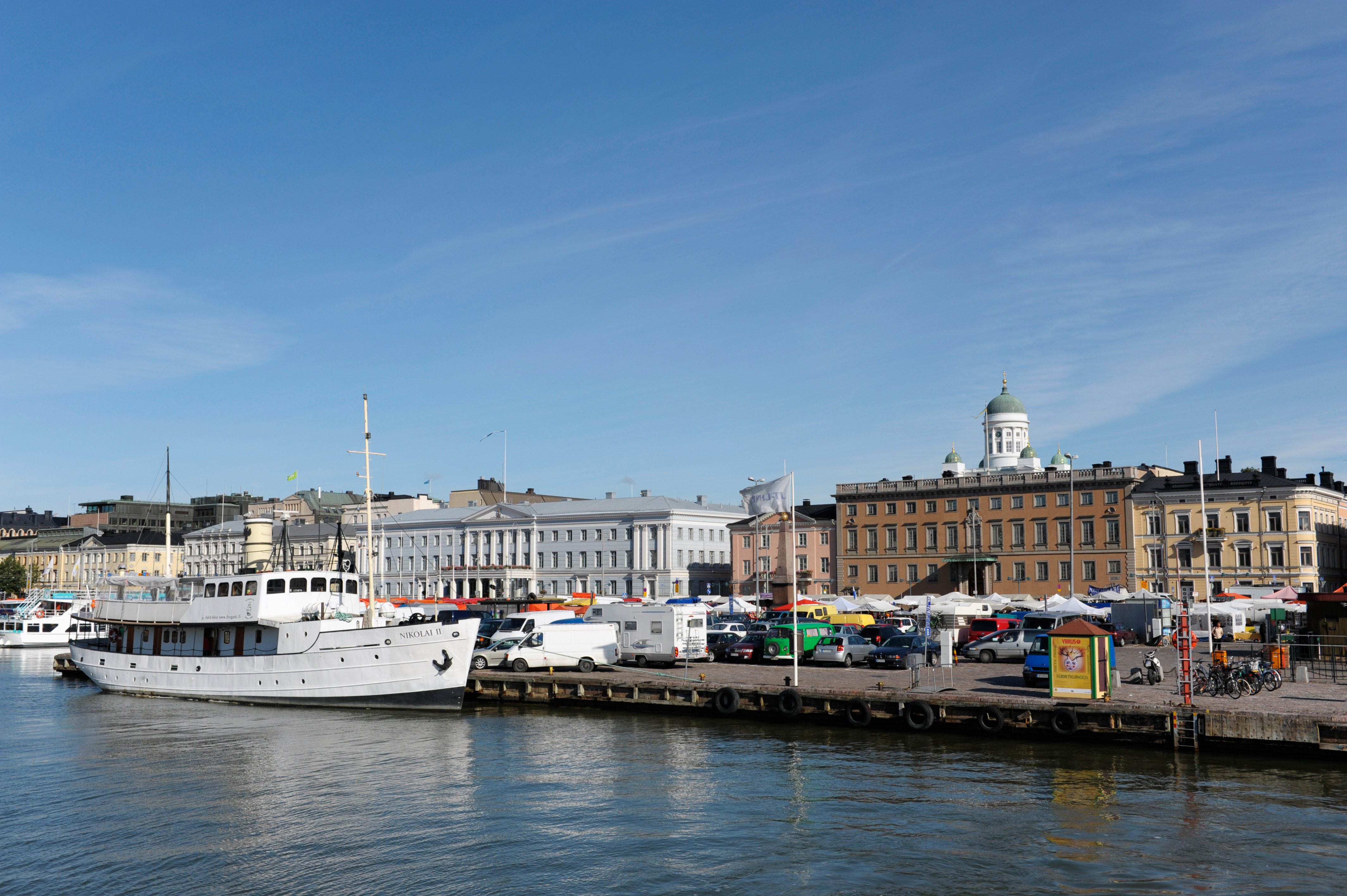
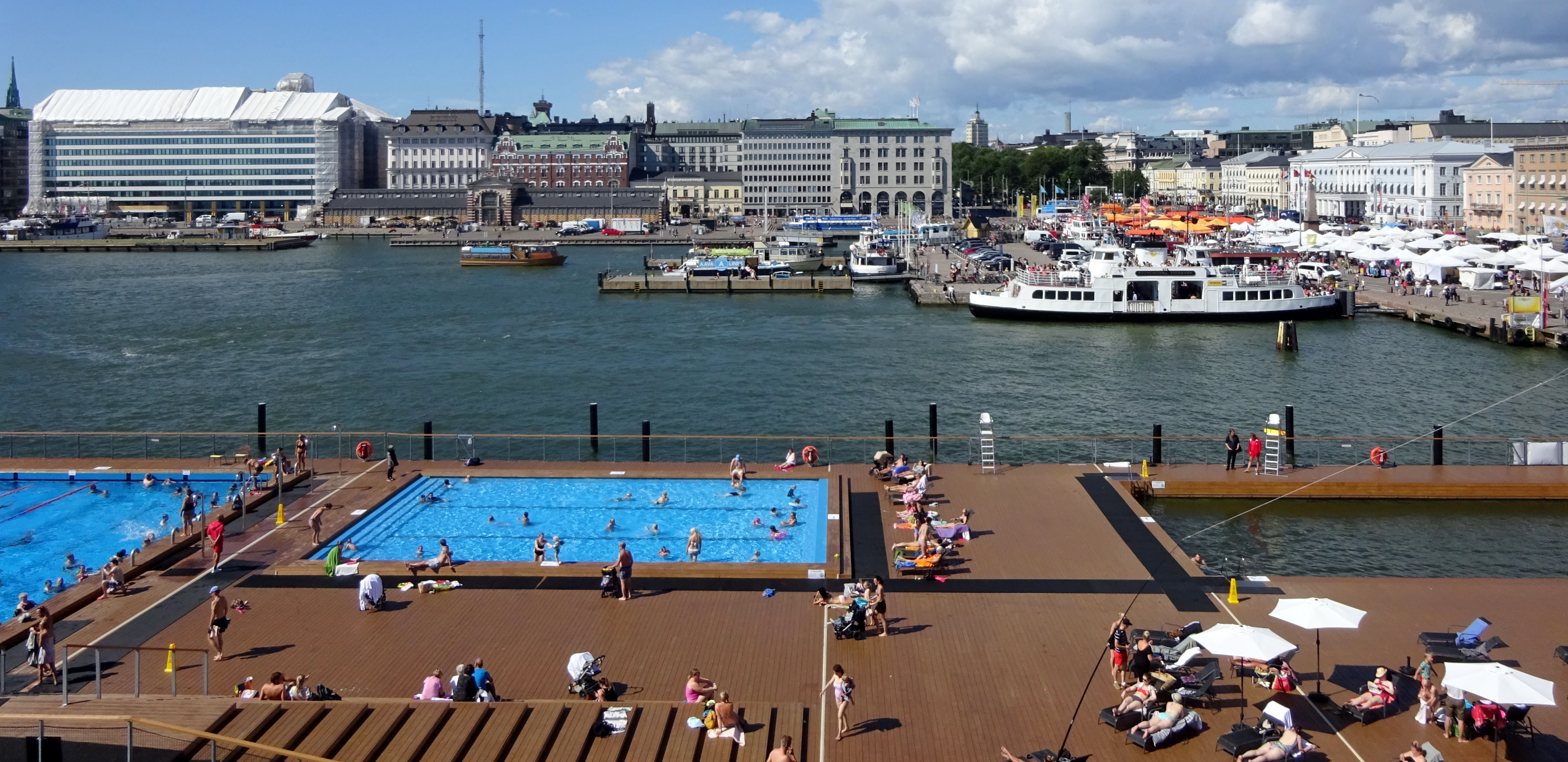
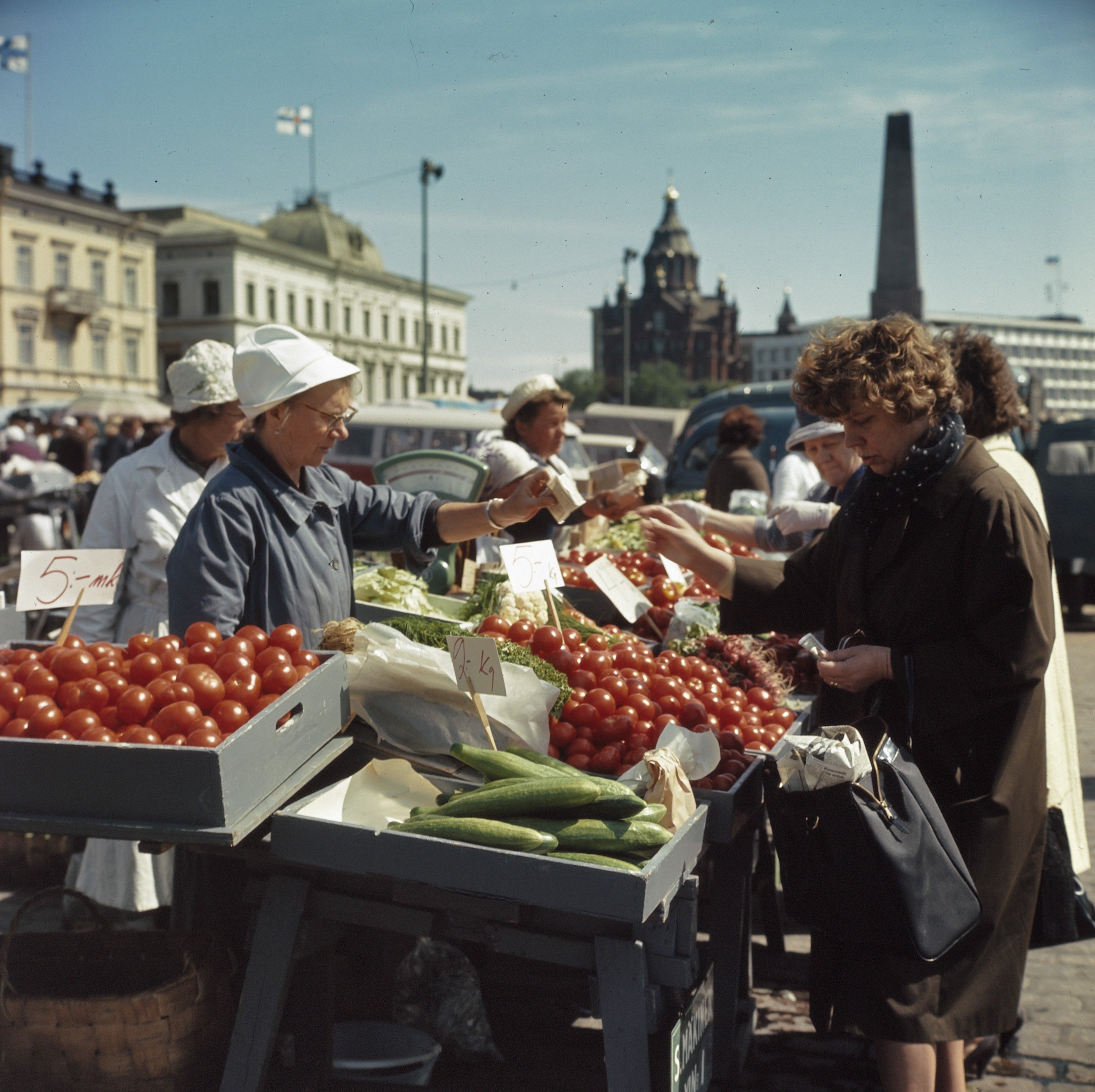
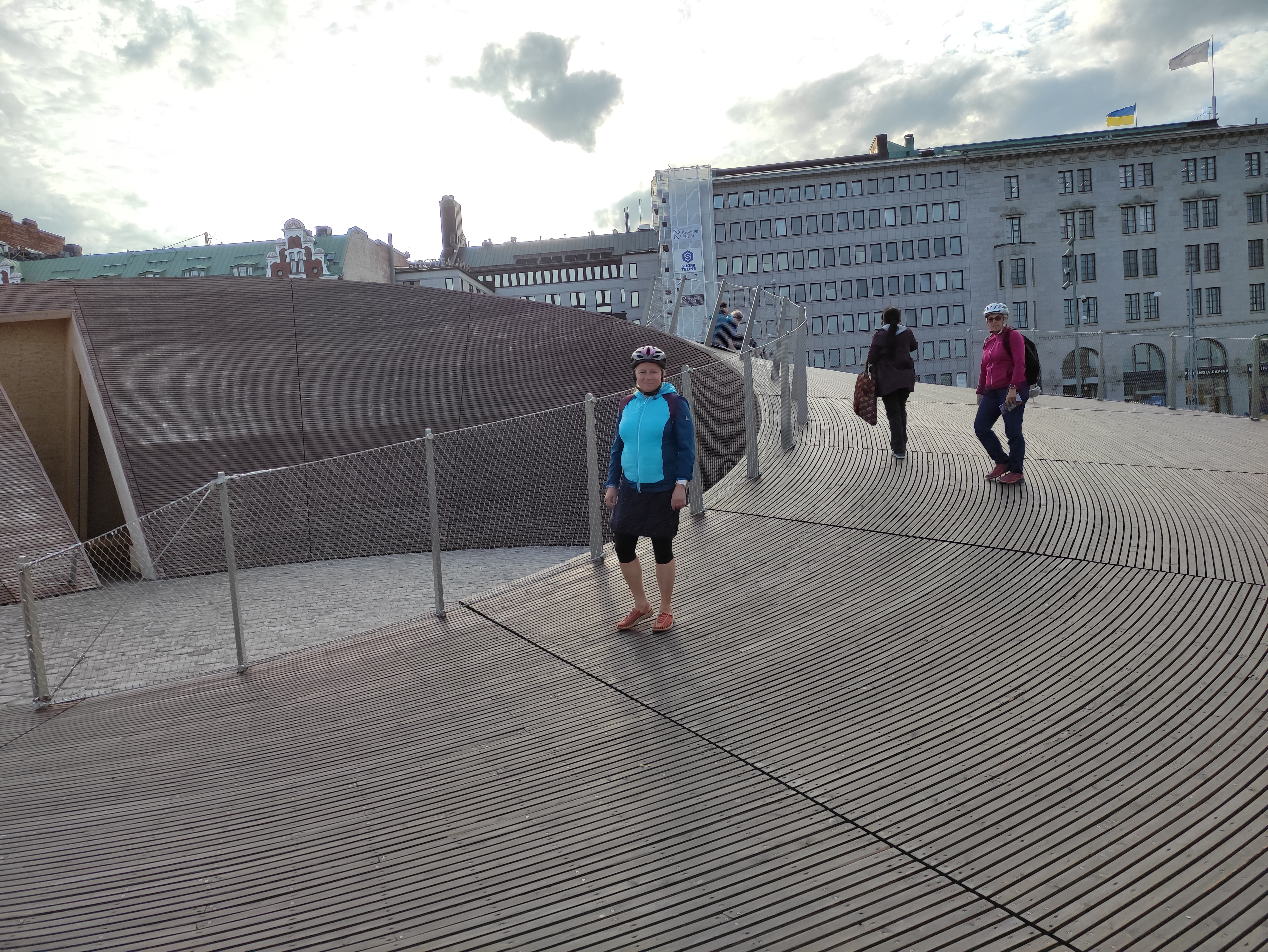
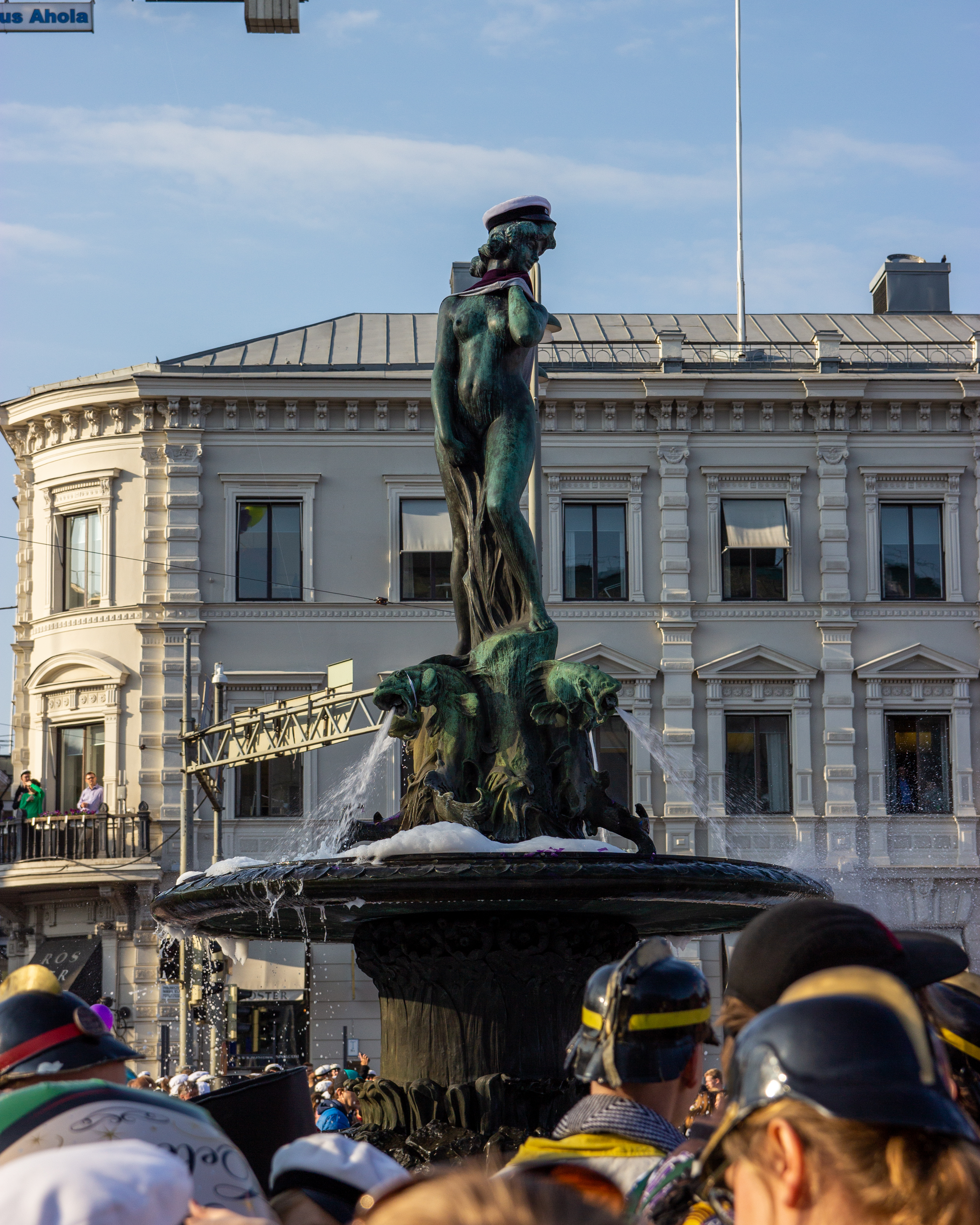
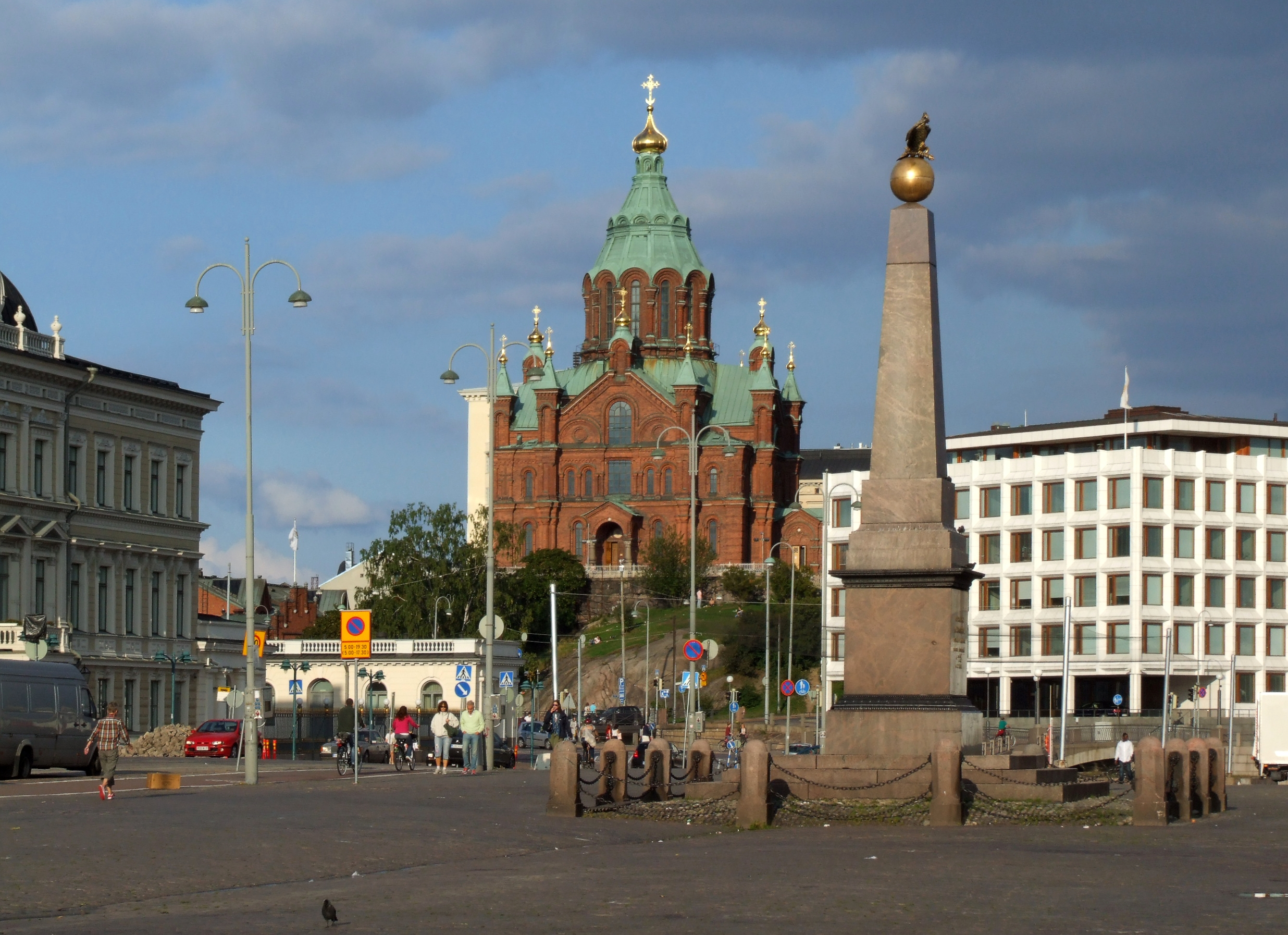